# 高雄市公車紅62路
高雄市公車紅62路，由漢程客運營運，分為A、B兩線。

高雄市公車紅62A路，起點為捷運凹子底站，終點為仁武高中。

高雄市公車紅62B路，起點為高鐵左營站，終點為大社區公所。

## 歷史
- 2022年9月1日正式營運。[1][2]
- 2024年6月29日：新增B路線「高鐵左營站－大社區公所」。

## 停站
參見右側路線圖